# 丁青镇
丁青镇，是中华人民共和国西藏自治区昌都市丁青县下辖的一个乡镇级行政单位。

## 行政区划
丁青镇下辖以下地区：
丁青社区、丁青村、查龙村、色康村、热昌村、仲白村才村和布托村。